# Mistrzostwa Polski par klubowych na żużlu
Mistrzostwa Polski par klubowych na żużlu – zawody żużlowe rozgrywane od 1973 roku i organizowane pod patronatem GKSŻ w celu wyłonienia najlepszej pary klubowej w Polsce.
W pierwszych latach mistrzostwa były prowadzone oddzielnie dla drużyn I i II ligi (oficjalnie w statystykach za medalistów MPPK uznaje się drużyny, które walczyły w I lidze). W pierwszej edycji w 1973 r. zwyciężyli zawodnicy Stali Gorzów przed Śląskiem Świętochłowice i ROW-em Rybnik. Po zakończonym meczu ligowym rozgrywano dwa biegi z udziałem par z klubów biorących udział w spotkaniu. Każda drużyna spotykała się z inną czterokrotnie (2 razy u siebie i 2 na wyjeździe). Sumowano zdobyte punkty we wszystkich meczach. Kluby zgłaszały po trzech żużlowców.
Od 1974 roku wprowadzono finały jednodniowe, a drużyny mające walczyć o medale wyłaniano na podstawie wspomnianych wyników po meczach ligowych. Od 1976 roku połączono rozgrywki MPPK I i II ligi. W latach 1974–1978, 1981–1985, 1992–1994 w finale brało udział siedem par, w latach 1979-1980 oraz 1990-1991 sześć par, jeżdżono według tabeli 15-biegowej. Od roku 1986 do 1989 o medale rywalizowało dziewięć par, w każdym z biegów uczestniczyło sześciu żużlowców (po trzy pary), natomiast punktowano 5-4-3-2-1-0. Zrezygnowano z rozgrywania finałów takim systemem ze względu na dużą ilość wypadków na torze.
Obecnie MPPK rozgrywane są według tabeli 21-biegowej, a każda para startuje sześć razy. W finale jeździ siedem zespołów trzyosobowych (w tym jeden rezerwowy). Zespoły wyłaniane są w trzech grupowych turniejach eliminacyjnych, z których awansują po dwie pary. Siódmy zespół uzupełniający obsadę finału to para gospodarzy zawodów.
W 2014 r. zasady wyłaniania finalistów zostały zmienione – nie rozegrano eliminacji, a do finału zakwalifikowano pary z czterech najlepszych klubów Ekstraligi oraz dwie z I ligi i jedną z II ligi.

## Medaliści
| Rok  | Miejsce             | Złoto                                                                      | Srebro                                                                       | Brąz                                                                        | Źr.   |
| ---- | ------------------- | -------------------------------------------------------------------------- | ---------------------------------------------------------------------------- | --------------------------------------------------------------------------- | ----- |
| 1973 | —                   | Stal Gorzów Wielkopolski Zenon Plech Edward Jancarz Bogusław Nowak         | KS Śląsk Świętochłowice Paweł Waloszek Jan Mucha Wiktor Waloszek             | KS ROW Rybnik Jerzy Gryt Andrzej Tkocz Andrzej Wyglenda                     | [ 2 ] |
| 1974 | Bydgoszcz           | Polonia Bydgoszcz Henryk Glücklich Stanisław Kasa                          | Stal Gorzów Wielkopolski Zenon Plech Edward Jancarz                          | KS ROW Rybnik Jan Koczy Piotr Pyszny                                        |       |
| 1975 | Leszno              | Stal Gorzów Wielkopolski Jerzy Rembas Bogusław Nowak                       | Sparta Wrocław Ryszard Jany Robert Słaboń                                    | KS ROW Rybnik Andrzej Wyglenda Jerzy Wilim                                  |       |
| 1976 | Gdańsk              | Stal Gorzów Wielkopolski Edward Jancarz Jerzy Rembas                       | Sparta Wrocław Robert Słaboń Ryszard Jany                                    | Włókniarz Częstochowa Andrzej Jurczyński Marek Cieślak                      |       |
| 1977 | Ostrów Wielkopolski | Stal Gorzów Wielkopolski Jerzy Rembas Bogusław Nowak                       | Włókniarz Częstochowa Andrzej Jurczyński Czesław Goszczyński                 | KS Kolejarz Opole Leonard Raba Franciszek Stach                             |       |
| 1978 | Chorzów             | Stal Gorzów Wielkopolski Bolesław Proch Edward Jancarz                     | Unia Leszno Mariusz Okoniewski Bernard Jąder                                 | Sparta Wrocław Robert Słaboń Ryszard Jany                                   |       |
| 1979 | Gniezno             | Falubaz Zielona Góra Andrzej Huszcza Henryk Olszak                         | Polonia Bydgoszcz Henryk Glücklich Marek Ziarnik                             | SKS Start Gniezno Wojciech Kaczmarek Jan Puk                                |       |
| 1980 | Zielona Góra        | Unia Leszno Bernard Jąder Czesław Piwosz                                   | Stal Gorzów Wielkopolski Jerzy Rembas Marek Towalski                         | SKS Start Gniezno Eugeniusz Błaszak Leon Kujawski                           |       |
| 1981 | Toruń               | Stal Gorzów Wielkopolski Jerzy Rembas Marek Towalski                       | Apator Toruń Wojciech Żabiałowicz Jan Ząbik                                  | KS Kolejarz Opole Alfred Siekierka Jacek Goerlitz                           |       |
| 1982 | Gorzów Wielkopolski | Falubaz Zielona Góra Andrzej Huszcza Jan Krzystyniak                       | Unia Leszno Roman Jankowski Ryszard Buśkiewicz                               | Stal Gorzów Wielkopolski Bogusław Nowak Jerzy Rembas                        |       |
| 1983 | Zielona Góra        | Falubaz Zielona Góra Andrzej Huszcza Jan Krzystyniak Maciej Jaworek        | KS Śląsk Świętochłowice Jerzy Kochman Krzysztof Zarzecki Paweł Waloszek      | Stal Gorzów Wielkopolski Edward Jancarz Jerzy Rembas Bogusław Nowak         |       |
| 1984 | Toruń               | Unia Leszno Roman Jankowski Zenon Kasprzak Włodzimierz Helinski            | Stal Gorzów Wielkopolski Edward Jancarz Jerzy Rembas Bogusław Nowak          | GKS Wybrzeże Gdańsk Zenon Plech Grzegorz Dzikowski Dariusz Stenka           |       |
| 1985 | Rybnik              | GKS Wybrzeże Gdańsk Zenon Plech Grzegorz Dzikowski Mirosław Berliński      | Unia Leszno Zenon Kasprzak Piotr Pawlicki Dariusz Baliński                   | KS ROW Rybnik Piotr Pyszny Antoni Skupień Henryk Bem                        |       |
| 1986 | Toruń               | Apator Toruń Wojciech Żabiałowicz Grzegorz Śniegowski Stanisław Miedziński | GKS Wybrzeże Gdańsk Mirosław Berliński Dariusz Stenka Zenon Plech            | Falubaz Zielona Góra Andrzej Huszcza Maciej Jaworek Zbigniew Błażejczak     |       |
| 1987 | Ostrów Wielkopolski | Unia Leszno Roman Jankowski Zenon Kasprzak Jan Krzystyniak                 | Stal Gorzów Wielkopolski Ryszard Franczyszyn Piotr Świst Krzysztof Okupski   | GKS Wybrzeże Gdańsk Grzegorz Dzikowski Dariusz Stenka Mirosław Berliński    |       |
| 1988 | Rybnik              | Unia Leszno Roman Jankowski Jan Krzystyniak Dariusz Baliński               | KS ROW Rybnik Mirosław Korbel Eugeniusz Skupień Antoni Skupień               | Stal Gorzów Wielkopolski Piotr Świst Ryszard Franczyszyn Krzysztof Okupski  |       |
| 1989 | Leszno              | Unia Leszno Roman Jankowski Zenon Kasprzak Piotr Pawlicki                  | ZKS Stal Rzeszów Jan Krzystyniak Janusz Stachyra Krzysztof Nurzyński         | Stal Gorzów Wielkopolski Piotr Świst Ryszard Franczyszyn Krzysztof Okupski  |       |
| 1990 | Rzeszów             | Polonia Bydgoszcz Ryszard Dołomisiewicz Tomasz Gollob Jacek Woźniak        | ZKS Stal Rzeszów Jan Krzystyniak Janusz Stachyra Janusz Ślączka              | KS ROW Rybnik Mirosław Korbel Eugeniusz Skupień Antoni Skupień              |       |
| 1991 | Bydgoszcz           | Polonia Bydgoszcz Tomasz Gollob Jacek Woźniak Ryszard Dołomisiewicz        | Unia Leszno Roman Jankowski Zenon Kasprzak Adam Łabędzki                     | Apator Toruń Jacek Krzyżaniak Mirosław Kowalik Robert Sawina                |       |
| 1992 | Gorzów Wielkopolski | Stal Gorzów Wielkopolski Piotr Świst Ryszard Franczyszyn Piotr Paluch      | Polonia Bydgoszcz Tomasz Gollob Jacek Gollob Jacek Woźniak                   | Apator Toruń Jacek Krzyżaniak Mirosław Kowalik Robert Sawina                |       |
| 1993 | Grudziądz           | Polonia Bydgoszcz Tomasz Gollob Jacek Gollob Eugeniusz Skupień             | Morawski Zielona Góra Andrzej Huszcza Piotr Protasiewicz Artur Pawlak        | Apator Toruń Mirosław Kowalik Krzysztof Kuczwalski Jacek Krzyżaniak         |       |
| 1994 | Leszno              | Polonia Bydgoszcz Tomasz Gollob Jacek Gollob Waldemar Cieślewicz           | Unia Leszno Roman Jankowski Adam Łabędzki Dariusz Łowicki                    | Stal Gorzów Wielkopolski Piotr Świst Ryszard Franczyszyn Piotr Paluch       |       |
| 1995 | Częstochowa         | Polonia Bydgoszcz Tomasz Gollob Jacek Gollob Wojciech Malak                | WTS Wrocław Dariusz Śledź Piotr Protasiewicz Piotr Baron                     | Apator Toruń Jacek Krzyżaniak Tomasz Bajerski Mirosław Kowalik              |       |
| 1996 | Gniezno             | Polonia Bydgoszcz Tomasz Gollob Jacek Gollob Eugeniusz Tudzież             | SKS Start Gniezno Adam Fajfer Robert Sawina Tomasz Fajfer                    | Apator Toruń Jacek Krzyżaniak Mirosław Kowalik Tomasz Bajerski              |       |
| 1997 | Bydgoszcz           | Polonia Bydgoszcz Tomasz Gollob Piotr Protasiewicz Jacek Gollob            | Apator Toruń Jacek Krzyżaniak Mirosław Kowalik Jarosław Bednarski            | Pergo Gorzów Wielkopolski Piotr Świst Tomasz Bajerski Piotr Paluch          |       |
| 1998 | Gorzów Wielkopolski | Pergo Gorzów Wielkopolski Tomasz Bajerski Krzysztof Cegielski Piotr Paluch | Polonia Bydgoszcz Tomasz Gollob Jacek Gollob Piotr Protasiewicz              | SKS Start Gniezno Adam Fajfer Tomasz Fajfer Krzysztof Jabłoński             |       |
| 1999 | Leszno              | Polonia Bydgoszcz Tomasz Gollob Piotr Protasiewicz Przemysław Tajchert     | Unia Leszno Roman Jankowski Adam Skórnicki Damian Baliński                   | WTS Wrocław Adam Łabędzki Jacek Krzyżaniak Dariusz Śledź                    |       |
| 2000 | Wrocław             | Polonia Bydgoszcz Tomasz Gollob Piotr Protasiewicz Michał Robacki          | GKS Wybrzeże Gdańsk Sebastian Ułamek Krzysztof Cegielski Adam Fajfer         | Włókniarz Częstochowa Sławomir Drabik Mariusz Staszewski Tomasz Jędrzejak   |       |
| 2001 | Piła                | WTS Wrocław Jacek Krzyżaniak Sebastian Ułamek Robert Sawina                | Polonia Bydgoszcz Tomasz Gollob Piotr Protasiewicz Michał Robacki            | Włókniarz Częstochowa Grzegorz Walasek Artur Pietrzyk Tomasz Jędrzejak      |       |
| 2002 | Wrocław             | Polonia Bydgoszcz Tomasz Gollob Piotr Protasiewicz Jacek Gollob            | Apator Toruń Robert Sawina Tomasz Bajerski Tomasz Chrzanowski                | Włókniarz Częstochowa Artur Pietrzyk Grzegorz Walasek Karol Malecha         |       |
| 2003 | Leszno              | Unia Leszno Rafał Dobrucki Krzysztof Kasprzak Damian Baliński              | ZKŻ Zielona Góra Rafał Okoniewski Andrzej Huszcza Piotr Świst                | Apator Toruń Piotr Protasiewicz Wiesław Jaguś Marcin Jaguś                  |       |
| 2004 | Toruń               | Apator Toruń Piotr Protasiewicz Wiesław Jaguś Adrian Miedziński            | Unia Tarnów Marcin Rempała Janusz Kołodziej Tomasz Gollob                    | GKS Wybrzeże Gdańsk Tomasz Chrzanowski Robert Kościecha Krzysztof Jabłoński |       |
| 2005 | Wrocław             | ZKS Stal Rzeszów Maciej Kuciapa Dariusz Śledź Tomasz Rempała               | Polonia Bydgoszcz Piotr Protasiewicz Robert Sawina Krystian Klecha           | KM Ostrów Michał Szczepaniak Tomasz Jędrzejak Piotr Dym                     |       |
| 2006 | Bydgoszcz           | Włókniarz Częstochowa Sebastian Ułamek Sławomir Drabik Mateusz Szczepaniak | Polonia Bydgoszcz Piotr Protasiewicz Andreas Jonsson Robert Kościecha        | RKM Rybnik Roman Poważny Roman Chromik Patryk Pawlaszczyk                   |       |
| 2007 | Częstochowa         | Unia Tarnów Tomasz Gollob Rune Holta Janusz Kołodziej                      | WTS Wrocław Tomasz Gapiński Tomasz Jędrzejak Krzysztof Słaboń                | Unia Leszno Krzysztof Kasprzak Damian Baliński Adam Kajoch                  |       |
| 2008 | Toruń               | Unibax Toruń Wiesław Jaguś Robert Kościecha Adrian Miedziński              | Unia Leszno Damian Baliński Krzysztof Kasprzak Robert Kasprzak               | ZKŻ Zielona Góra Grzegorz Walasek Grzegorz Zengota                          |       |
| 2009 | Leszno              | ZKŻ Zielona Góra Rafał Dobrucki Grzegorz Walasek Grzegorz Zengota          | Unia Tarnów Sebastian Ułamek Piotr Świderski Janusz Kołodziej                | Unia Leszno Jarosław Hampel Sławomir Musielak Tobiasz Musielak              |       |
| 2010 | Toruń               | Unibax Toruń Wiesław Jaguś Adrian Miedziński Emil Pulczyński               | Speedway Stal Rzeszów Rafał Okoniewski Maciej Kuciapa                        | Polonia Bydgoszcz Grzegorz Walasek Robert Kościecha Damian Adamczak         |       |
| 2011 | Zielona Góra        | WTS Wrocław Piotr Świderski Tomasz Jędrzejak Maciej Janowski               | ZKŻ Zielona Góra Piotr Protasiewicz Patryk Dudek Adam Strzelec               | PSŻ Poznań Norbert Kościuch Robert Miśkowiak Adrian Szewczykowski           |       |
| 2012 | Leszno              | Unia Leszno Przemysław Pawlicki Damian Baliński Piotr Pawlicki             | ZKŻ Zielona Góra Łukasz Jankowski Krzysztof Jabłoński Kacper Rogowski        | GTŻ Grudziądz Norbert Kościuch Paweł Staszek Łukasz Cyran                   |       |
| 2013 | Gorzów Wielkopolski | Unia Tarnów Janusz Kołodziej Maciej Janowski Kacper Gomólski               | Stal Gorzów Wielkopolski Krzysztof Kasprzak Bartosz Zmarzlik Adrian Cyfer    | WTS Wrocław Tomasz Jędrzejak Zbigniew Suchecki Patryk Dolny                 |       |
| 2014 | Gorzów Wielkopolski | Stal Gorzów Wielkopolski Krzysztof Kasprzak Bartosz Zmarzlik Adrian Cyfer  | Unibax Toruń Oskar Fajfer Paweł Przedpełski                                  | Unia Tarnów Krzysztof Buczkowski Kacper Gomólski                            |       |
| 2015 | Leszno              | Unia Leszno Piotr Pawlicki Tobiasz Musielak Grzegorz Zengota               | Stal Gorzów Wielkopolski Krzysztof Kasprzak Bartosz Zmarzlik Tomasz Gapiński | Unia Tarnów Janusz Kołodziej Artur Mroczka Ernest Koza                      |       |
| 2016 | Rawicz              | WTS Wrocław Szymon Woźniak Tomasz Jędrzejak                                | Unia Leszno Piotr Pawlicki Janusz Kołodziej Grzegorz Zengota                 | KS Toruń Adrian Miedziński Paweł Przedpełski Daniel Kaczmarek               |       |
| 2017 | Ostrów Wielkopolski | Stal Gorzów Wielkopolski Bartosz Zmarzlik Krzysztof Kasprzak Alan Szczotka | ZKŻ Zielona Góra Jarosław Hampel Piotr Protasiewicz                          | GKM Grudziądz SA Krystian Pieszczek Krzysztof Buczkowski Mike Trzensiok     |       |
| 2018 | Ostrów Wielkopolski | WTS Wrocław Maciej Janowski Maksym Drabik Damian Dróżdż                    | ZKŻ Zielona Góra Patryk Dudek Piotr Protasiewicz Grzegorz Zengota            | Włókniarz Częstochowa Adrian Miedziński Tobiasz Musielak                    |       |
| 2019 | Bydgoszcz           | Unia Leszno Piotr Pawlicki Jarosław Hampel                                 | Stal Gorzów Wielkopolski Bartosz Zmarzlik Szymon Woźniak Rafał Karczmarz     | Polonia Bydgoszcz Kamil Brzozowski Josh Grajczonek Tomasz Orwat             |       |
| 2020 | Gdańsk              | Unia Leszno Piotr Pawlicki Dominik Kubera                                  | ZKŻ Zielona Góra Patryk Dudek Piotr Protasiewicz Damian Pawliczak            | WTS Wrocław Maciej Janowski Gleb Czugunow                                   |       |
| 2021 | Grudziądz           | GKM Grudziądz SA Krzysztof Kasprzak Przemysław Pawlicki Norbert Krakowiak  | Włókniarz Częstochowa Bartosz Smektała Kacper Woryna                         | ZKŻ Zielona Góra Piotr Protasiewicz Damian Pawliczak Mateusz Tonder         |       |
| 2022 | Poznań              | Speedway Lublin Mikkel Michelsen Wiktor Lampart Dominik Kubera             | Unia Leszno Jason Doyle Janusz Kołodziej Piotr Pawlicki                      | GKM Grudziądz SA Nicki Pedersen Przemysław Pawlicki Krzysztof Kasprzak      |       |
| 2023 | Rzeszów             | Speedway Lublin Bartosz Zmarzlik Dominik Kubera Fredrik Lindgren           | Unia Leszno Chris Holder Janusz Kołodziej Bartosz Smektała                   | Włókniarz Częstochowa Leon Madsen Kacper Woryna Jakub Miśkowiak             |       |
| 2024 | Poznań              | Speedway Lublin Bartosz Zmarzlik Dominik Kubera Jack Holder                | KS Toruń Emil Sajfutdinow Robert Lambert Patryk Dudek                        | WTS Wrocław Artiom Łaguta Daniel Bewley Maciej Janowski                     |       |
| 2025 | Grudziądz           | Speedway Lublin Bartosz Zmarzlik Dominik Kubera Wiktor Przyjemski          | GKM Grudziądz SA Wadim Tarasienko Michael Jepsen Jensen Jakub Miśkowiak      | KS Toruń Emil Sajfutdinow Robert Lambert Patryk Dudek                       |       |

## Klasyfikacja medalowa

### Według klubów
Stan po sezonie 2025
| Lp. | Klub                     | Złoto | Srebro | Brąz | Razem |
| --- | ------------------------ | ----- | ------ | ---- | ----- |
| 1.  | Polonia Bydgoszcz        | 11    | 6      | 2    | 19    |
| 2.  | Unia Leszno              | 10    | 10     | 2    | 22    |
| 3.  | Stal Gorzów Wielkopolski | 10    | 7      | 6    | 23    |
| 4.  | ZKŻ Zielona Góra         | 4     | 7      | 3    | 14    |
| 5.  | KS Toruń                 | 4     | 5      | 8    | 17    |
| 6.  | WTS Wrocław              | 4     | 4      | 5    | 13    |
| 7.  | Speedway Lublin          | 4     | –      | –    | 4     |
| 8.  | Unia Tarnów              | 2     | 2      | 2    | 6     |
| 9.  | Speedway Stal Rzeszów    | 1     | 3      | –    | 4     |
| 10. | Włókniarz Częstochowa    | 1     | 2      | 6    | 9     |
| 11. | GKS Wybrzeże Gdańsk      | 1     | 2      | 3    | 6     |
| 12. | GKM Grudziądz SA         | 1     | 1      | 3    | 5     |
| 13. | KS Śląsk Świętochłowice  | –     | 2      | –    | 2     |
| 14. | KS ROW Rybnik            | –     | 1      | 5    | 6     |
| 15. | SKS Start Gniezno        | –     | 1      | 3    | 4     |
| 16. | KS Kolejarz Opole        | –     | –      | 2    | 2     |
| 17. | KM Ostrów                | –     | –      | 1    | 1     |
| 17. | RKM Rybnik               | –     | –      | 1    | 1     |
| 17. | PSŻ Poznań               | –     | –      | 1    | 1     |

### Według zawodników
Stan po sezonie 2025
Tabela obejmuje pierwszą 10. najbardziej utytułowanych zawodników.
| Lp. | Zawodnik           | Lata      | Złoto | Srebro | Brąz | Razem |
| --- | ------------------ | --------- | ----- | ------ | ---- | ----- |
| 1.  | Tomasz Gollob      | 1990–2007 | 11    | 4      | –    | 15    |
| 2.  | Jacek Gollob       | 1992–2002 | 6     | 2      | –    | 8     |
| 3.  | Piotr Protasiewicz | 1993–2021 | 5     | 10     | 2    | 17    |
| 4.  | Bartosz Zmarzlik   | 2013–2025 | 5     | 3      | –    | 8     |
| 5.  | Dominik Kubera     | 2020–2025 | 5     | –      | –    | 5     |
| 6.  | Roman Jankowski    | 1982–1999 | 4     | 4      | –    | 8     |
| 7.  | Krzysztof Kasprzak | 2003–2022 | 4     | 3      | 2    | 9     |
| 8.  | Jerzy Rembas       | 1975–1984 | 4     | 2      | 2    | 8     |
| 9.  | Jan Krzystyniak    | 1982–1990 | 4     | 2      | –    | 6     |
| 9.  | Piotr Pawlicki     | 2012–2022 | 4     | 2      | –    | 6     |

Pogrubioną czcionką – zostali zaznaczeni zawodnicy, którzy kontynuują karierę żużlową.